# Trade Center (Halmstad)
Trade Center is een Zweedse wolkenkrabber gelegen in stad Halmstad. Het gebouw is 74 meter hoog en telt 22 verdiepingen. Het werd voltooid in 1991.